# Derocalymma versicolor
Derocalymma versicolor är en kackerlacksart som först beskrevs av Hermann Burmeister 1838.  Derocalymma versicolor ingår i släktet Derocalymma och familjen jättekackerlackor. Inga underarter finns listade i Catalogue of Life.